# ادوارد کازنر
 ادوارد کازنر (انگلیسی: Edward Kasner؛ ۲ آوریل ۱۸۷۸ – ۷ ژانویهٔ ۱۹۵۵) یک دانشمند در زمینه هندسه دیفرانسیل اهل ایالات متحده آمریکا بود.